# 米略科查湖
12°39′56″S 75°32′55″W / 12.66556°S 75.54861°W
米略科查湖（Millococha），是秘魯的湖泊，位於該國中南部萬卡韋利卡大區，由萬卡韋利卡省的阿科班比亞區負責管轄，處於瓦爾米科查湖以西。